# Powiat sanocki (II Rzeczpospolita)
Powiat sanocki – powiat województwa lwowskiego II Rzeczypospolitej. Jego siedzibą było miasto Sanok.

## Demografia
Według spisu ludności z 30 września 1921 powierzchnia powiatu sanockiego wynosiła 1261 km², a na jego terenie istniały dwa miasta, Sanok i Rymanów oraz 129 gmin wiejskich. Ludność powiatu wynosiła wówczas 102 167 mieszkańców, z czego 13 134 w miastach i 88 893 na wsiach. Gęstość zaludnienia na 1 km² wynosiła 81 osób.
Według stanu z 1925 powierzchnia powiatu sanockiego wynosiła 1238,79 km², ludność 102 435 mieszkańców (w tym katolików 91 163, wyznania mojżeszowego 11 249 oraz innych wyznań 23).
Spis powszechny z 1931 wykazał, że ludność powiatu wzrosła o 9 732 (111 899 mieszkańców, w tym 17 879 w miastach), a gęstość zaludnienia wyniosła 87,3. Powierzchnia powiatu miała wtedy 1282 km².
Według stanu z 1934 obszar powiatu wynosił 12.754 ha (z tego 2/3 terenu górzystego), który był podzielony na 128 gmin miejskich i 2 miejskie (Sanok i Rymanów).
Według stanu z 1938 ludność powiatu wynosiła 114 tys. mieszkańców.

## Siedziba
Na początku II Rzeczypospolitej w latach 20. siedziba starostwa była w kamienicy przy Rynku nr 14. Do końca II RP w 1939 Urząd Starostwa Powiatu Sanockiego funkcjonował w budynku przy ul. Henryka Sienkiewicza 5 w Sanoku. Sala posiedzeń rady powiatu sanockiego mieściła się w budynku przy rynku. W latach 30. mieszkanie starosty mieściło się w sanockim zamku.
W sierpniu 1939 stanowisko sekretarza starostwa pełnił Arnold Andrunik, a komendantem gmachu starostwa był Bronisław Polityński. Po wybuchu II wojny światowej 1 września 1939 zorganizowano ewakuację dokumentów urzędu (tajnych, poufnych), maszyn biurowych, depozytów (broń), które furmankami z wsi Wujskie zostały wywiezione z miasta. Cały konwój obejmował także sanocki Urząd Skarbowy i Urząd Gminy. We wrześniu 1939 pod Haliczem konwojujący tajne akta i dokumenty starostwa spalili je i wrzucili z mostu do rzeki Dniestrze.

## Starostowie sanoccy
- Kazimierz Waydowski (1918-1919)[15]
- Tadeusz Wrześniowski (1919-)[15][16]
- Antoni Zoll[17]
- Mieczysław Zieliński (był w 1923)[18]
- Stanisław Michałowski (1925-5.I.1929)[1][19][20][21][22][23][24][25][26][27]
- Romuald Klimów (1929-1932)[28][29][30][31][32]
- Bolesław Skwarczyński (1932-1934?)[33]
- Izydor Wagner (-1936)
- Wojciech Bucior (1936-1939)[34][35]
- Zygmunt Szacherski (VI.-IX.1939)[36]

Zastępcy (wicestarostowie)
- Józef Trznadel (1928-1937)[37][38]
- dr Stefan Gergowicz (1929-)[39]
- Jan Zaufall (1929-1930)[40][41]
- Włodzimierz Dżugan (1939)[42]

Sekretarze
- Jerzy Adamski (1930–)[43]

## Urzędnicy
Powiatowi lekarze
- dr Józef Kurasiewicz (do 1925)[44]
- dr Wiktor Robel[45]
- dr Antoni Dorosz (do 1939)[36]

Powiatowi lekarze weterynarii
- dr Józef Serwa (-1929)[46]
- dr Ludwik Hellebrand (1929-)

## Gminy wiejskie w 1934
1 sierpnia 1934 r. dokonano nowego podziału powiatu na gminy wiejskie.
- gmina Bukowsko
- gmina Jaśliska
- gmina Komańcza
- gmina Mrzygłód
- gmina Rymanów
- gmina Sanok
- gmina Szczawne
- gmina Zarszyn

## Miasta
- Rymanów
- Sanok